# 죠나단 죠스타
죠나단 죠스타(Jonathan Joestar)는 아라키 히로히코의 만화 《죠죠의 기묘한 모험》에 등장하는 가상의 인물이다. 1부 '팬텀 블러드'의 주인공.
이름의 유래는 아라키 히로히코가 편집자와 상의하러 갔던 패밀리 레스토랑 '죠나단'이라고 이야기했으나, 이는 사실이 아니며 실제로 상의했던 곳은 '데니스'라고 한다.

## 소개
1868년 4월 4일 영국에서 태어났으며, 혈액형은 A형이며, 키는 195cm, 체중은 105kg인 거구다. 고고학을 전공한 대학생이며 나이는 디오와 동갑이다. 매우 성실한 영국 신사. 자신이 믿는 정의를 위해서라면 어떤 고난이라도 두려워 하지 않으며, 그것을 정면에서 받아들여 극복하는 것이 가능한 청년.
작가인 아라키 히로히코는 "죠죠의 역대 주인공들이 싸운다면 누가 가장 강합니까?"라는 질문에 대해 "사실은 죠나단 아닙니까?"라고 대답하기도 했다.

## 작중에서의 활약

### 1부 '팬텀 블러드'
유서깊은 영국 귀족인 죠지 죠스타 경(이후 죠스타 경, 죠스타 가문의 당주)의 외동아들로 죠셉 죠스타의 할아버지가 된다.
죠스타 가문의 양자로 들어온 디오 브란도와의 만남으로 인해, 그의 운명은 크게 흔들린다. 죠스타 가문의 재산을 차지하려던 디오는, 죠스타 가문의 정당한 후계자인 죠나단을 정신적으로 몰아세우기 위해 죠나단의 애견인 대니를 태워 죽이거나 연인인 에리나의 입술을 빼앗는 등 집요한 괴롭힘을 반복한다. 디오의 책략에 의해 죠나단은 점차 주위로부터 고립된다. 그러나, 그런 상황에서도 디오에게 굴복하지 않고 맞서 싸우는 터프함과 폭발력을 발휘하여 큰 성장을 이루게 된다.
디오와의 만남으로부터 7년 후, 죠나단은 키 195cm의 건장한 청년으로 성장한다. 훌륭한 신사로서 심신 양면으로 훌륭한 성장을 이루고 있다. 대학럭비 경기에서 활약하는 한편, 고고학을 공부하여 아버지가 가지고 있는 석가면에 대해서 연구한다. 이 무렵에는 디오와는 친구 사이로 지내고 있으나, 그 자신은 어릴 적의 경험으로 인하여 디오에게서 우정을 느끼지 못하고 있었다. 대학 졸업이 가까워지고 아버지 죠스타 경이 병에 걸리는데, 디오의 아버지가 죽기 직전의 죠스타 경에게 보낸 편지를 발견하면서 디오가 죠스타 경을 병사(病死)로 위장하여 독살하고 죠스타 가문의 재산을 차지하려는 것을 깨닫는다. 죠나단은 해독제를 손에 넣어 아버지를 구하기 위해, 또한 죠스타 가문을 지키기 위해 단신으로 런던의 빈민가 오거 스트리트에 가서 스피드왜건과 만나게 된다. 그의 협력을 얻어 디오에게 약을 판 상인을 찾아내고 해독제를 입수하는데 성공한다. 결국 디오의 음모를 밝혀내고 경찰을 불러 디오를 체포하게 하지만, 궁지에 몰린 디오는 죠스타 경을 찔러 죽이고 석가면에 숨겨진 능력을 발현시키고 만다. 석가면의 힘으로 불사신의 흡혈귀로 변한 디오를 쓰러트리기 위해 집에 불을 놓고, 자신도 깊은 상처를 입으면서 간신히 쓰러트린다. 그 후, 우연히도 에리나가 근무하는 병원에 보내져서 그녀의 헌신적인 간호로 의식을 회복. 실로 7년만의 재회였다.
디오와의 싸움에서 얻은 상처가 대부분 회복되고 에리나의 부축을 받으며 퇴원한다. 그 직후에 '선도(파문)'의 달인인 윌 A. 체펠리와 만난다. 그는 디오가 아직 살아있다는 것을 죠나단에게 전하고 석가면에 대항하기 위해서는 파문의 능력이 필요하다고 조언한다. 죠나단은 체펠리의 제자가 되어 파문을 배우고 체득한다. 디오를 쫓는 과정에서 디오가 보낸 여러 뱀파이어를 싸유며 넘점 강해지고 죽기 직전의 체펠리가 넘겨준 힘으로 한층 더 성장하여 디오와 그 일당을 쓰러트린다.
1889년 2월 7일, 에리나 펜들턴과 결혼한다. 신혼여행 중인 2월 7일에 죽지 않고 살아 남은 디오가 여객선을 습격한다. 목구멍을 관통당하여 파문을 못 쓰게 되고, 죽음의 기로에 선 상태에서도 디오의 부하를 쓰러트린다. 에리나와 살아남은 아기(리사리사)를 도망가게 하기 위해서 자신의 몸을 희생하여 디오와 함께 여객선의 폭발에 휘말려 선상에서 장렬한 최후를 맞이한다. 향년 21세.

### 본편 이후
2부 '전투조류'에서는 스피드왜건과 리사리사의 회상에서 등장하고 있다.
3부 '스타더스트 크루세이더즈'에서는 사후, 머리 아래쪽 부분의 육체를 DIO에게 빼앗겨, 공교롭게도 3부에서 자신의 고손자인 쿠죠 죠타로를 고생하게 한다.
4부 '다이아몬드는 부서지지 않는다'에서는 3부에서 DIO가 부활하기 위해 죠나단의 육체를 빼앗았기 때문에 증손에 해당하는 주인공인 히가시가타 죠스케는 스탠드 능력 발현에 동반되는 고열로 사경을 해멨다.
5부 '황금의 바람'에서는 DIO에게 머리 아래쪽 부분의 육체를 빼았겼을 적에 임신시킨 여성에게서 5부의 주인공 죠르노 죠바나가 태어났다. 죠스타 가문의 피나 정신이 계승되었다.
6부 '스톤 오션'에서는 죠르노와는 다른 DIO의 세 아들이 등장하는데, 죠르노와 마찬가지로, 그들에게도 죠스타 가문의 피가 이어지게 되었다. 또, DIO의 숙하인 엔리코 푸치가 DIO(죠나단)의 뼈에서 탄생시킨 '녹색의 아기'와 합체하여 죠린 일행을 고생하게 만든다.

## 파문법
줌 펀치
주먹을 지르면서 팔의 관절을 탈구시켜서 사거리를 늘리는 기술. 관절을 빼냈을 때의 고통은 파문으로 완화시킨다.
황매화빛 파문질주 (선라이트 옐로 오버 드라이브)
파문을 타격을 통해 주입하는 기술. 죠나단의 기술 중에서는 가장 강한 파문을 발산한다. 펀치 일격과 후의 브라포드 전에서 사용하는 펀치 러쉬의 두가지 패턴이 있다. (ASB에서는 후자를 기술로 사용한다)
은색의 파문질주 (메탈실버 오버 드라이브)
금속에 파문을 전달시키는 기술. 검 같은 것을 막으면서 공격하는 것이 가능하다.
주홍색의 파문질주(스칼렛 레드 오버 드라이브)
열을 발생시키는 기술. 작중에서는 자신에게 파문을 흘린 것처럼 보이지만 실제로는 자신의 팔을 통해서 브라포드의 머리카락에 흘리고 있다.
생명자력의 파문질주(오버 드라이브)
나뭇잎같은 것에 파문을 흘려보내 하나로 모은다. 작중에서는 체펠리와 함께 거대한 글라이더를 만들었다.

## 더 패션
3부 초반에 DIO가 죠셉과 유사한 스탠드를 사용한다. 이것은 화집《JOJO A-GO!GO!》에서 '죠나단의 스탠드'라고 설명하고 있다. 또한 소설《OVER HEAVEN》에서도 '허밋 퍼플'이라고 분명히 말하고 있으며, '같은, 또는 같진 않아도 비슷한 스탠드를 죠나단의 손자(죠셉)도 가지고있다'고 되어있다.
이 스탠드는 죠셉과는 다르게 카메라를 가볍게 누르는 것만으로 염사가 가능하며, 끊어지지 않는다.
또한 3부를 원작으로 한 격투 게임'죠죠의 기묘한 모험 (게임)|죠죠의 기묘한 모험'에서는 이 스탠드를 사용하는 장면이 등장하는데, 스탠드는 그림 안에서 사라져있다